# Переписка Ивана Грозного и Василия Грязного
Переписка русского царя Ивана Грозного и его слуги-опричника Василия Грязного, находившегося в плену у крымских татар, продолжалась в 1574—1576 годах. Грязной трижды писал царю, чтобы добиться выкупа из плена или обмена. Тот ответил на первое письмо решительным и насмешливым отказом. Историки видят в этом послании разочарование Ивана Грозного опричниной.

## Переписка
В годы опричнины Василий Грязной принадлежал к ближайшему окружению царя. В 1573 году он был направлен на южную границу, где участвовал в малой войне с крымскими татарами. Во главе отряда в несколько сотен человек Грязной предпринял поход за языками, но был разбит и попал в плен, несмотря на отчаянное сопротивление. Представ в Бахчисарае перед ханом, он был вынужден признаться, что является любимцем царя. После этого Грязной написал Ивану IV письмо с просьбой выполнить требование татар — отдать в обмен на него знатного военачальника Дивей-мирзу. Текст этого письма не сохранился.
Осенью 1574 года в Крым прибыл царский гонец Иван Мясоедов. Он передал Грязному царское жалованье и весть о том, что сын пленника получил поместье, но в привезённом им письме Иван IV отказался выдать Дивей-мирзу. Это послание сохранилось и в нём царь пишет о неприемлемости обмена с точки зрения государственных интересов: мурза — опасный враг, который, вернувшись домой, снова начнёт свои набеги. Иван IV выступает с позиций наставника, жестоко насмехается над адресатом, которого называет «Васюткой».